# ハイジ (ラジオパーソナリティ)
ハイジ（1992年2月18日 - ）は、日本のラジオパーソナリティ、イベント司会者。北海道伊達市出身。FM NORTH WAVE所属。

## 人物・来歴
高校生の頃から音楽に携わることに興味があり、GLAYやマキシマム ザ ホルモンなどのライブを見るためたびたび札幌に通っていた。そして北海道伊達緑丘高等学校卒業後、札幌市の経専音楽放送芸術専門学校コンサート・イベント制作専攻コースに進学し、音楽ビジネスを学びながら札幌市内のライブハウスでアルバイトで働き始め音楽ビジネスに携わるようになる。
専門学校卒業後、ビクターエンタテインメント系のグリッドクリエイト（白石区）に就職。テレビ・ラジオ局への楽曲売り込みやイベント同行などのプロモーション活動に携っていた。
2015年春、自らが情報を発信する側に立ちたいという新たな目標が出来たため、グリッドクリエイトを退社、4月からFM NORTH WAVEに所属し、ラジオパーソナリティの他、イベント司会者など多方面で活動するようになる。
2022年6月12日24:30 - 25:00（6月13日午前0:30 - 1:00）放送のSTVラジオ「サウンドプラント 先輩とラジオ」にて初めて他局にパーソナリティとして出演した。
本名は二階堂舞（にかいどう まい）、Twitter上では二階堂ハイジというハンドルネームを名乗っている。DJネームのハイジの由来は専門学校の登校初日の服装がアウトドア風であり級友から「めっちゃアルプスじゃね?」と評され、「アルプス」から「ハイジ」とつながり以降のあだ名になったことから。
自他ともに認めるハスキーボイスが特長。
2023年に結婚。2024年8月に第一子妊娠を公表、同年10月より産休のためレギュラー番組を一時降板。

## 担当番組
特記事項のない物はFM NORTH WAVEの出演

### 現在
- GOGO RADIO COMPANY (2022年4月 - 火曜日・水曜日 13:00 - 16:30)
- TOKU-Radi 9 〜We are CONSADOLE〜→CONSA Ole (2016年4月 - 土曜日 9:00 - 9:30)
- Go!Artemis (2022年9月 - 日曜日 7:00 - 7:30)

その他のワイド番組の中継リポーターとして登場することもある。

### 過去
- WEEKLYハイジ (2015年4月 - 11月、水曜日 12:30 - 12:35) ※ワイド番組「With」の内包番組
- Anison-R 〜マンガ・アニメ研究部〜 (2015年12月 - 2016年3月 金曜日 23:00 - 0:00)※片岡香澄産休に伴う代理パーソナリティ
- ハイジとおでかけスバル（～2020年3月 　木曜日 13:00-13:15）
- GO ALIVE! (2015年4月 - 2018年3月 木曜日 21:00 - 22:00)
- GOGO RADIO (2015年11月 - 2022年3月 月曜日 - 木曜日 12:00 - 15:30)
- サウンドプラント 先輩とラジオ（STVラジオ：2022年6月12日 24:30 - 25:00）

## ナレーション
- ケンコバカレー部（テレビ北海道）

## イベント
- サフィルヴァ北海道会場MC